# Bitwa pod Stołowiczami (1771)
Bitwa pod Stołowiczami – bitwa stoczona 23 września 1771  pod Stołowiczami, gdy liczący 822 żołnierzy oddział wojsk rosyjskich generała Aleksandra Suworowa rozbił oddział 2500 konfederatów barskich, dowodzonych przez hetmana wielkiego litewskiego Michała Kazimierza Ogińskiego.

## Przystąpienie hetmana Ogińskiego do konfederacji
Od dawna król Poniatowski i ambasada rosyjska podejrzewali hetmana Ogińskiego o sprzyjanie konfederacji barskiej. Jeszcze 12 maja upewniał hetman listownie ambasadora, iż do działań zbrojnych nie ma zamiaru przystępować, króla informował zaś iż koncentruje wojska, aby nie dopuścić ich do połączenia się z konfederatami. Mimo tych zapewnień siły rosyjskie starały się osaczyć i zmusić do kapitulacji zgrupowanie hetmańskie. Oddziały rosyjskie Fabułowa, Duringa oraz Albiczewa próbowały osaczyć wojsko hetmana w Telechanach. Gdy wysłannik rosyjski mjr Soldenhof zażądał kapitulacji wojska litewskiego, oburzony hetman aresztował go, mówiąc przy tym: "Hetman jestem Rzeczypospolitej, więc obcych rozkazów słuchać nie powinienem". Rankiem 6 września hetman otoczył swymi oddziałami Beździeż, w którym rozlokował się oddział pułkownika Albiczewa. W samo południe przeprowadzono szturm całością sił, klęskę Rosjan przypieczętowała śmierć dowódcy. Następnego dnia hetman ogłosił oficjalny akces do konfederacji barskiej. Choć zwycięstwo w bitwie pod Beździeżem odbiło się głośnym echem w Rzeczypospolitej, Ogiński posiadając tylko 3 tys. żołnierzy nie był w stanie opanować Nieświeża i Słucka. Zdecydowano się czekać na posiłki. Wojsko rozłożono nocą z 22/23 września w Stołowiczach. Na rynku rozłożono 300 janczarów hetmańskich i 700 kawalerzystów wraz z 5 armatami. Z zachodniej strony miasteczka rozłożono dwa oddziały piechoty, liczące po 300 i 200 żołnierzy, wraz z 5 armatami. Za miasteczkiem rozstawiono 1000 ułanów Bielaka.

## Bitwa
Suworow uszykował piechotę w dwie linie, kawalerię z tyłu. Czterej schwytani ułani wyjawili Rosjanom drogę wśród bagien. Z powodu niewystawienia odpowiednich czat, alarm podniesiono zbyt późno kiedy rosyjska kawaleria atakowała już janczarów na rynku miasteczka. Główną przyczyną klęski w bitwie pod Stołowiczami było niewystawienie odpowiednich wart, choć sam Ogiński po bitwie tłumaczył się, iż takowe rozkazy wydał. Suworow niezauważony przez warty litewskie uderzył na śpiące wojsko Ogińskiego, nie dając mu szansy na sprawne ustawienie szyków. Niespodziewany atak rosyjski zaskoczył 300 janczarów i 700 kawalerzystów polskich, przebywających w mieście. Rosjanie pobili te odcięte od znajdujących się pod wodzą Józefa Bielaka ułanów (liczące 1500 ludzi) oddziały. Jedynie kawaleria Bielaka dała radę się wycofać, gdyż znajdowała się w chwili ataku poza zabudowaniami miasteczka. W ręce Suworowa wpadła cała polska artyleria. Straty konfederatów wyniosły 1000 rannych i zabitych. W wyniku tej klęski, konfederacja straciła oparcie na Litwie, a wojska konfederacji wycofały się w kierunku Prus Wschodnich.

## Uczestnicy bitwy
W bitwie pod Stołowiczami brało udział dwóch późniejszych generałów wojsk litewskich zasłużonych podczas wojny 1792 oraz insurekcji kościuszkowskiej: weteran wojny siedmioletniej Józef Bielak oraz bohater insurekcji 1794 książę Romuald Tadeusz Giedroyć. Hetman Ogiński już nigdy więcej w swym życiu nie miał okazji dowodzić wojskiem w polu. Aleksandr Suworow miał jeszcze nie raz pokonać wojska Rzeczypospolitej.

## Ocena dowództwa
Ogiński nie posiadał wykształcenia, ani też doświadczenia w dziedzinie wojskowości. Suworow, przez historyków wojskowości, jest uznany za jednego z najlepszych wodzów XVIII wieku. Przed bitwą pod Stołowiczami pobił już wielokrotnie wojska konfederatów. W przeciwieństwie do dowódcy litewskiego nie popełnił podczas bitwy większych błędów taktycznych.